# 第11步兵旅 (以色列)
第11伊夫塔赫旅（希伯來語：‎）是以色列国防军的後備部隊，於1948年以色列-阿拉伯戰爭期間組建，名稱來自戰爭中的伊夫塔赫行動。此後，該旅一直參與以軍軍事行動，直至2014年因軍隊重組解散，並於2016年重建該旅作預備步兵旅。